# Rettighofen
Rettighofen ist ein Ortsteil der Gemeinde Oberstadion im Alb-Donau-Kreis in Baden-Württemberg. Der Weiler liegt im Reutibachtal nordwestlich von Oberstadion, wohin der Ort auch geschichtlich immer gehörte.